# 川口 (大阪市)
川口（かわぐち）は、大阪府大阪市西区の町名。現行行政地名は川口一丁目から川口四丁目。

## 地理
大阪市西区の北部に位置する。西から南は本田、東は木津川を挟んで江之子島、北は安治川を挟んで福島区野田および北区中之島にそれぞれ接する。

### 河川
- 旧淀川（安治川）
- 木津川

## 歴史
1丁目・2丁目のそれぞれ北部には、大坂船手の番所・船蔵・屋敷が置かれていたが、1864年に廃止され、その跡地は1868年に川口外国人居留地となった。居留地も1899年に廃止されたが、現在でも1920年竣工の川口基督教会が存在し、その面影を残している。
1丁目・2丁目・3丁目のそれぞれ南部は、旧町名の本田一番町 - 三番町にあたる。戦前の一時期は小規模ながら中華街の様相を呈していた。
2丁目西部・3丁目北部・4丁目の大部分は、旧町名の富島町・古川町に当たる。1698年に堀江新地33町の一画として開発された古くからの市街地で、富島町は明治前期における大阪港だった所でもある。

### 町名の由来
この地が大阪湾と大阪市街を結ぶ二大水路である安治川と木津川の分岐点に位置していることから用いられた通称であることに由来する。

### 町名の変遷
- 1867年（慶応3年） 「戎」の字の使用が禁止され、戎島町を梅本町に改称。
- 1872年（明治5年） 富島1 - 2丁目・古川1 - 2丁目を富島町・古川町に改称。
- 1873年（明治6年） 西成郡九条村の一部と梅本町の北部（字1丁目）を梅本一番町 - 三番町に改編。さらに本田一番町 - 三番町に改称。
- 1879年（明治12年） 郡区町村編制法施行により、富島町・古川町は北区、本田一番町 - 三番町は西区に所属。
- 1899年（明治32年） 治外法権撤廃により、川口外国人居留地が大阪市に編入され、川口町の町名が誕生。西区に所属。
- 1925年（大正14年） 富島町・古川町が港区へ転属。
- 1943年（昭和18年） 富島町・古川町が西区へ転属。
- 1977年（昭和52年） 川口1 - 4丁目の現行行政地名を実施。

## 世帯数と人口
2019年（平成31年）3月31日現在の世帯数と人口は以下の通りである。
| 丁目       | 世帯数    | 人口    |
| ---------- | --------- | ------- |
| 川口一丁目 | 385世帯   | 625人   |
| 川口二丁目 | 492世帯   | 745人   |
| 川口三丁目 | 928世帯   | 1,867人 |
| 川口四丁目 | 376世帯   | 739人   |
| 計         | 2,181世帯 | 3,976人 |

### 人口の変遷
国勢調査による人口の推移。
| 1995年（平成7年）  | 2,695人 | [ 5 ] |  |
| 2000年（平成12年） | 2,501人 | [ 6 ] |  |
| 2005年（平成17年） | 3,116人 | [ 7 ] |  |
| 2010年（平成22年） | 3,450人 | [ 8 ] |  |
| 2015年（平成27年） | 3,588人 | [ 9 ] |  |

### 世帯数の変遷
国勢調査による世帯数の推移。
| 1995年（平成7年）  | 1,145世帯 | [ 5 ] |  |
| 2000年（平成12年） | 1,120世帯 | [ 6 ] |  |
| 2005年（平成17年） | 1,442世帯 | [ 7 ] |  |
| 2010年（平成22年） | 1,674世帯 | [ 8 ] |  |
| 2015年（平成27年） | 1,680世帯 | [ 9 ] |  |

## 学区
市立小・中学校に通う場合、学区は以下の通りとなる。なお、小学校・中学校入学時に学校選択制度を導入しており、通学区域もしくは隣接する校区の小学校・中学校から選択することも可能。
| 丁目       | 番   | 小学校             | 中学校               |
| ---------- | ---- | ------------------ | -------------------- |
| 川口一丁目 | 全域 | 大阪市立本田小学校 | 大阪市立花乃井中学校 |
| 川口二丁目 | 全域 | 大阪市立本田小学校 | 大阪市立花乃井中学校 |
| 川口三丁目 | 全域 | 大阪市立本田小学校 | 大阪市立花乃井中学校 |
| 川口四丁目 | 全域 | 大阪市立本田小学校 | 大阪市立花乃井中学校 |

## 事業所
2016年（平成28年）現在の経済センサス調査による事業所数と従業員数は以下の通りである。
| 丁目       | 事業所数  | 従業員数 |
| ---------- | --------- | -------- |
| 川口一丁目 | 24事業所  | 154人    |
| 川口二丁目 | 46事業所  | 717人    |
| 川口三丁目 | 68事業所  | 655人    |
| 川口四丁目 | 72事業所  | 588人    |
| 計         | 210事業所 | 2,114人  |

## 施設

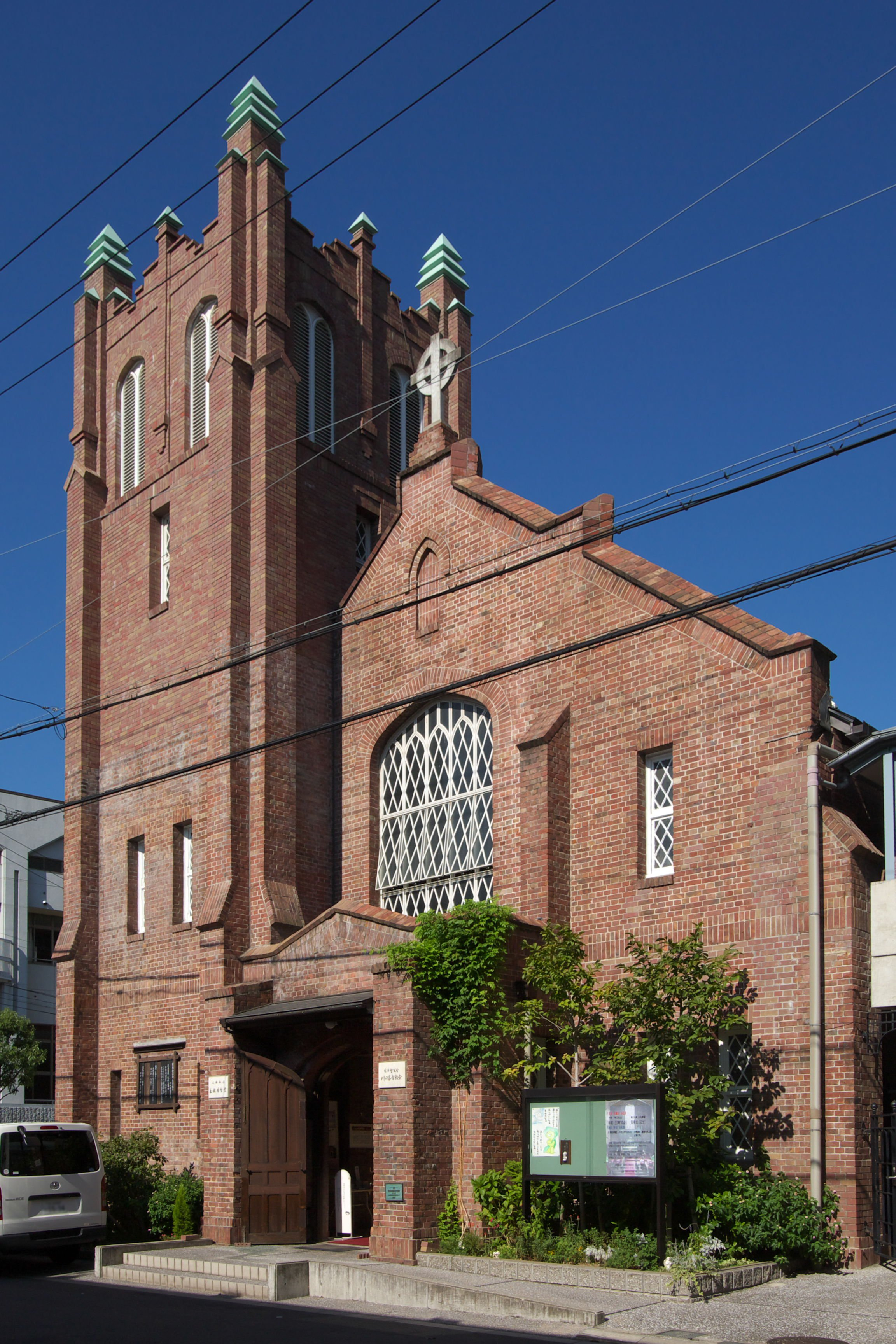
川口基督教会

### 公共施設
- 大阪府警察 西警察署
- 大阪国税局 西税務署
- 大阪市立本田小学校

### 社寺・史跡
- 日蓮正宗 聖教寺
- 日本聖公会 川口基督教会 - 国の登録有形文化財

### その他
- 『明治天皇聖躅 川口運上所址 富島外務局址』碑
- 『大阪開港の地』碑
- 『大阪電信発祥の地』碑

## 交通

### 鉄道
- 地内に駅はなく、最寄り駅は大阪市高速電気軌道 (Osaka Metro) の阿波座駅。

### 道路

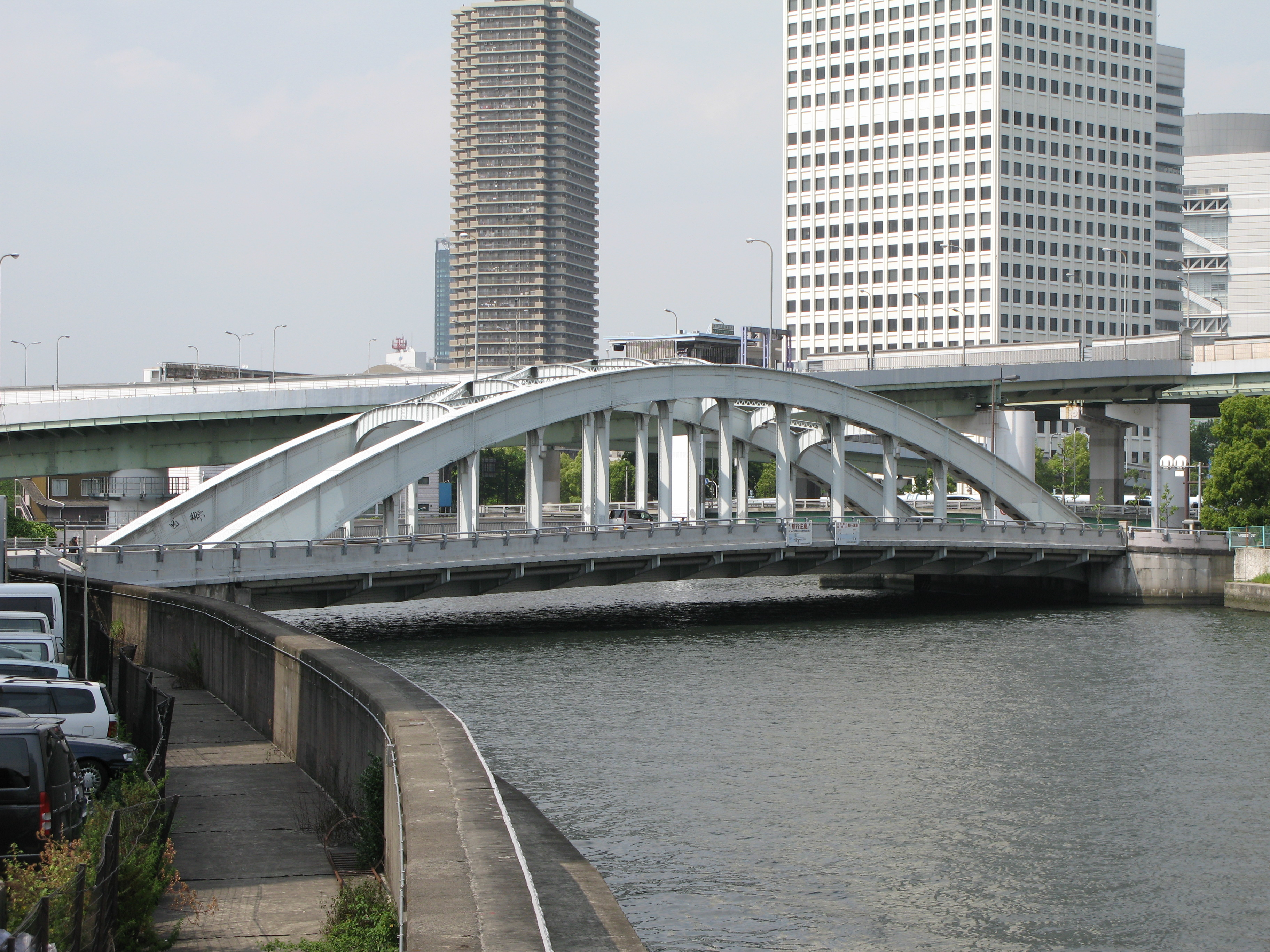
昭和橋

高速道路
- 阪神高速16号大阪港線

国道
- 国道172号（本町通・みなと通）

主要地方道
- 大阪市道築港深江線（中央大通）

### 橋梁
- 端建蔵橋 - 安治川
- 昭和橋 - 木津川
- 木津川橋 - 木津川
- 木津川大橋 - 木津川

## その他

### 日本郵便
- 〒550-0021[3]（集配局：大阪西郵便局[12]）